# Gustav Fröhlich
Gustav Fröhlich (Hannover, Alemania, 21 de marzo de 1902 - Lugano, Suiza, 22 de diciembre de 1987) fue un actor y director alemán.

## Trayectoria
Protagonizó películas alemanas, destacándose en Paganini (como Franz Liszt) de 1922 y en la obra maestra de la cinematografía muda Metrópolis (1927) de Fritz Lang donde interpreta a Freder Fredersen.
Estuvo brevemente casado con la estrella de la opereta Gitta Alpar con quien tuvo una hija llamada Julika nacida en 1934.
Su compromiso con la actriz checa Lída Baarová (con quien coprotagonizó Barcarole en 1936) fue terminado por la aparición de Joseph Goebbels quien sostuvo un escandaloso romance con la actriz donde Hitler debió ceder a los reclamos de Magda Goebbels.
En 1937 alquiló su casa de Berchtesgaden al arquitecto Albert Speer.
En 1941 debió incorporarse a la Wehrmacht del ejército alemán. Se casó con Maria Hajek.
En 1944 filmó El concierto dirigido por Paul Verhoeven (I) y también con Max Ophüls en 1932.
Se retiró gradualmente de la actuación y desde 1956 residió en Lugano, donde falleció.

## Literatura
- Gustav Fröhlich: Die große Pause.
- Gustav Fröhlich: Waren das Zeiten. Mein Film-Heldenleben. Ullstein, Frankfurt/M. 1989, ISBN 3-548-22061-4.
- Hans M. Bock (Hrsg.): CineGraph, Lexikon zum deutschsprachigen Film. Edition Text & Kritik, München 2004, ISBN 3-88377-764-1